# Birwah
Birwah es una localidad de la India en el distrito de Badgam, estado de Jammu y Cachemira.

## Geografía
Se encuentra a una altitud de 1 730 m s. n. m. a 33 km de la capital estatal, Srinagar, en la zona horaria UTC +5:30.

## Demografía
Según estimación 2010 contaba con una población de 7 783 habitantes.